# Vindmølleparken Nørrekær Enge
Vindmølleparken Nørrekær enge, beliggende nær ved og langs med Limfjorden øst for Løgstør på begge sider af grænsen mellem Vesthimmerlands Kommune og Aalborg Kommune, blev opført af I/S Nordkraft, og var ved sin etablering i 1981 med sine 77 møller Danmarks største vindmøllepark. Den årlige produktion androg ca. 55.000 MWh.
I 2008 besluttede den nye ejer, Vattenfall, at erstatte de 77 gamle møller med 13 nye, hver på 2,3 MW, som leverandøren Siemens Wind Power rejste i løbet af sommeren 2009. Den 13. mølle er på grund af en tvist med en arealejer dog ikke rejst endnu i august 2009. Med de nye møller vil parkens samlede årlige elproduktion stige til anslået 120.000 MWh.
De nye møller har en navhøjde på 80 m., mens hver vinge måler 45 m. i længden. Hermed blev de de højeste bygningsværker i Nordjylland.
En udbygning med 36 styk 3,6 MW møller (129 MW) blev udskudt i december 2020, da myndighederne vurderede at miljøundersøgelser af damflagermus ikke var tilstrækkeligt grundige.